# Joseph Chamberlain
Joseph Chamberlain (ur. 8 lipca 1836 w Londynie, zm. 2 lipca 1914) – brytyjski polityk i przedsiębiorca, jako członek Partii Liberalnej w rządach Williama Ewarta Gladstone’a. Po rozłamie wśród liberałów na tle Home Rule Bill stanął na czele secesjonistów, którzy założyli Partię Liberalno-Unionistyczną. W trakcie sojuszu z Partią Konserwatywną członek rządów lorda Salisbury’ego i Arthura Balfoura. Ojciec Austena, późniejszego ministra spraw zagranicznych, i Neville’a, premiera w latach 1937–1940.

## Wczesne lata życia
Urodził się w londyńskiej dzielnicy Camberwell. Był synem szewca, Josepha Chamberlaina (1796–1874). Wykształcenie odebrał w University College School (1850–1852). Ponieważ ojca nie było stać na dalszą edukację syna, Joseph w wieku 16 lat rozpoczął pracę w Cordwainers' Company. W wieku 18 lat wyjechał do wuja w Birmingham, który również był szewcem. Razem z Josephem Nettlefoldem założył firmę Nettlefold and Chamberlain. Firma odniosła sukces biznesowy i kiedy Chamberlain odszedł z niej w 1874 r., wysyłała swoje produkty do Stanów Zjednoczonych, Europy, Indii, Japonii, Kanady i Australii.
W 1860 r. Chamberlain poznał Harriet Kenrick, którą poślubił w lipcu 1861 r. W maju 1862 r. przyszła na świat ich córka, Beatrice. W październiku 1863 r. Harriet wydała na świat syna, Josepha Austena, późniejszego kanclerza Skarbu i ministra spraw zagranicznych. Po porodzie zachorowała i zmarła po trzech dniach. Chamberlain poświęcił się wówczas pracy w Nettlefold and Chamberlain, podczas gdy wychowywanie rodzeństwa wzięli na siebie rodzice Harriet.
Chamberlain ponownie ożenił się w 1868 r. z kuzynką Harriet, Florence Kenrick. Małżonkowie doczekali się razem pięciorga dzieci - późniejszego premiera Arthura Neville’a (1869), Idy (1870), Hildy (1871) i Ethel (1873), a piąte dziecko przyszło na świat 13 lutego 1875 r., ale zmarło następnego dnia razem ze swoją matką.

## Początki kariery politycznej
W Birmingham Chamberlain związał się radykalnymi liberalnymi politykami. W 1868 r. brał udział w kampanii wyborczej liberalnych polityków Johna Brighta i George’a Dixona. W 1867 r. był jednym z założycieli Birmingham Education League, która działała na rzecz wolnego, świeckiego i powszechnego szkolnictwa. Chamberlain sprzeciwiał się również związkom państwa z Kościołem Anglikańskim. W 1870 r. prowadził lokalną kampanię poparcia dla przedstawionej przez rząd Gladstone’a Irish Church Disestablishment Bill. Atakował również prerogatywy Izby Lordów. W listopadzie 1869 r. został wybrany do rady miejskiej Birmingham z okręgu St. Paul’s.
Protestował przeciwko zbyt niewielkim zmianom w systemie edukacji w przedstawionym przez rząd w 1870 r. Elementary Education Bill. Aby przekonać premiera Gladstone’a do większych zmian (m.in. do wycofania rządowego poparcia dla szkolnictwa kościelnego), Chamberlain przybył 9 marca 1870 r. na czele delegacji Narodowej Ligi Edukacji na Downing Street i spotkał się z Gladstone’em. Premier poszedł na ustępstwa, ale te zdaniem Chamberlaina wciąż nie były wystarczające i protestował przeciwko uchwaleniu ustawy. Szczególnie sprzeciwiał się artykułowi 25, który dawał radom szkolnym prawo do tworzenia szkół dla ubogich dzieci, co zdaniem Chamberlaina było furtką dla tworzenia szkół kościelnych. W 1873 r. wybrano go do rady szkolnej Birmingham i został jej przewodniczącym.
W listopadzie 1873 r. Chamberlain został wybrany burmistrzem Birmingham. Jako burmistrz Chamberlain zapewnił miastu stałe dostawy gazu, wykupując w imieniu miasta za 1 953 050 funtów dwie rywalizujące ze sobą kompanie gazowe - Birmingham Gas Company i Birmingham and Staffordshire Gas Company. Poprawił również zaopatrzenie ludności w wodę pitną. W 1875 r. doprowadził do wytyczenia przez miejskie slumsy Corporation Street. Dawnych mieszkańców tego obszaru osiedlono w lepszych warunkach na przedmieściach Birmingham. Za czasów urzędowania Chamberlaina nastąpił również rozwój kulturalny miasta. Budowano biblioteki, pływalnie i szkoły. Zbiory Museum & Art Gallery zostały powiększone. Otworzono również nowe parki.

## W parlamencie i rządzie
Pierwszą, nieudaną próbę uzyskania mandatu parlamentarnego Chamberlain podjął w 1874 r., niedługo po wyborze na burmistrza. Dopiero 17 czerwca 1876 r. wygrał wybory uzupełniające w okręgu Birmingham i zasiadł w ławach Izby Gmin. 4 sierpnia po raz pierwszy zabrał głos na forum Izby, podczas debaty o szkolnictwie podstawowym. W parlamencie dążył do zebrania wokół siebie radykalnych liberałów i uczynienie z nich głównej siły w Partii Liberalnej. Krytykował również politykę zagraniczną konserwatywnego rządu Beaconsfielda. W tym czasie stanął na czele Narodowej Federacji Liberalnej. Zyskał również spore poparcie wśród radykałów i nonkonformistów.
Po wygranych przez Partię Liberalną wyborach 1880 r. Chamberlain, mimo krótkiego stażu w parlamencie, został członkiem gabinetu jako przewodniczący Zarządu Handlu. Na tym stanowisku doprowadził do uchwalania Grain Cargoes Act, który zabezpieczał transporty zboża, Electric Lighting Act, który zobowiązał rady municypalne do wsparcia procesu elektryfikacji, oraz Seaman's Wages Act. Chamberlain popierał również działalność Irlandzkiej Ligi Ziemskiej, która prowadziła walkę z anglo-irlandzkimi landlordami na tle obrotu ziemią w Irlandii. Poparcie to nie było jednak pełne, gdyż Chamberlain uważał, że spełnienie żądań Ligi wzmocni w Irlandii dążenia do autonomii.
Chamberlain był zdecydowanym przeciwnikiem przyznania Irlandii autonomii, gdyż uważał, że będzie to pierwszy krok na drodze do rozpadu Imperium Brytyjskiego. Zgłosił on propozycję utworzenia Irlandzkiej Rady Centralnej, wyposażonej w kompetencje decydowania o sprawach ziemi, edukacji i komunikacji. Propozycja ta została odrzucona przez rząd w 1885 r.
9 czerwca 1885 r. Irlandzka Partia Parlamentarna poparła poprawki konserwatystów do przedstawionego przez rząd Gladstone’a budżetu. W tej sytuacji gabinet podał się do dymisji. Na czele konserwatywnego rządu stanął lord Salisbury. W sierpniu poprosił on królową Wiktorię o rozwiązanie parlamentu. Wybory odbyły się w listopadzie i grudniu 1885 r. Podczas kampanii przedwyborczej Chamberlain występował jako kandydat radykalny. Krytykował prerogatywy Izby Lordów, domagał się reformy rolnej, bezpośredniego opodatkowania, darmowej publicznej edukacji, równouprawnienia mężczyzn i uznania związków zawodowych. Wybory wygrała Partia Liberalna, ale większość w Izbie Gmin uzyskała koalicja Partii Konserwatywnej i Irlandzkiej Partii Parlamentarnej. Chamberlain uzyskał mandat z okręgu Birmingham West.

## Rozłam
17 grudnia Herbert Gladstone ogłosił, że jego ojciec gotowy jest stanąć na czele rządu, aby przeprowadzić przez parlament ustawę nadającą Irlandii autonomię. Chamberlain nie zajął wobec tego stanowiska, czekając na dalszy rozwój wypadków. Kiedy Gladstone został na początku 1886 r. premierem, Chamberlain został przewodniczącym Rady Samorządu Lokalnego. Na forum gabinetu krytykował rządowy projekt Irish Government Bill. Kiedy stało się jasne, że Gladstone zamierza utworzyć irlandzki parlament z pełnymi kompetencjami w zakresie spraw irlandzkich, Chamberlain podał się do dymisji, która została przyjęta.
Podczas debaty parlamentarnej 9 kwietnia Chamberlain skrytykował ten projekt. Uzyskał poparcie większości członków prawego skrzydła partii. Utracił natomiast wsparcie Narodowej Federacji Liberalnej, która poparła działania Gladstone’a. 8 czerwca Irish Government Bill została odrzucona przez Izbę Gmin różnicą 30 głosów. Za odrzuceniem ustawy głosowało 93 liberałów. Parlament został rozwiązany. Kampania wyborcza została zdominowana przez kwestię irlandzką. Chamberlain i jego stronnicy wystartowali w wyborach jako Partia Liberalno-Unionistyczna.
Wybory 1886 r. zakończyły się zwycięstwem Partii Konserwatywnej i wspierającej ją Partii Liberalno-Unionistycznej. Wielu liberalnych unionistów weszło w skład rządu lorda Salisbury’ego. Chamberlain nie przyjął żadnego stanowiska rządowego, nie chcąc odrywać się od radykalnego zaplecza. Spotkał się jednak z wrogością w szeregach Partii Liberalnej. Spróbował więc nawiązać porozumienie z radykalnym reprezentantem konserwatystów, lordem Randolphem Churchillem, ale ten został wkrótce zmuszony do dymisji, co zakończyło jego karierę polityczną i pokrzyżowało plany Chamberlaina. Fiaskiem zakończyły się również próby porozumienia z Partią Liberalną.
W sierpniu 1887 r. Chamberlain wszedł w skład brytyjskiej delegacji na rokowania ze Stanami Zjednoczonymi w sprawie sporu o połowy ryb między Stanami a Nową Fundlandią. W Waszyngtonie Chamberlain oświadczył się Mary Endicott. Ich ślub odbył się w listopadzie 1888 r. W tym czasie Chamberlain zbliżył się do Partii Konserwatywnej, która realizowała wiele jego postulatów wyborczych, m.in. utworzenie rad dla poszczególnych hrabstw. W 1891 r. Chamberlain stanął na czele Partii Liberalno-Unionistycznej w Izbie Gmin. W okresie rządów liberałów w latach 1892–1895 krytykował postulat rządu nadania Irlandii autonomii.

## Na czele Ministerstwa Kolonii
Po powrocie Partii Konserwatywnej i Partii Liberalno-Unionistycznej do władzy w 1895 r. Chamberlain otrzymał tekę ministra kolonii. Na tym stanowisku działał na rzecz rozbudowy brytyjskiego imperium kolonialnego. Sprzeciwił się jednak rajdowi Jamesona przeprowadzonemu z Kolonii Przylądkowej w głąb republik burskich. W 1896 r. negocjował z rządem amerykańskim warunki ustalenia granic między brytyjską Gujaną a Wenezuelą. W 1899 r. doprowadził do utworzenia Londyńskiej Szkoły Chorób Tropikalnych, która miała za zadanie przeciwdziałać rozprzestrzenianiu się chorób przenoszonych z kolonii.
W 1895 r. nastąpił podbój państwa Aszanti, gdzie w 1902 r. powstała kolonia Złote Wybrzeże. Chamberlain popierał również II wojnę burską. Mimo niekorzystnego dla Wielkiej Brytanii początku wojny, dzięki aktywnej kampanii Chamberlaina unionistyczna koalicja odniosła zwycięstwo w wyborach powszechnych 1900 r. W tym czasie bez powodzenia próbował doprowadzić do zawarcia sojuszu brytyjsko-niemieckiego.
W 1902 r. lord Salisbury zaczął rozważać rezygnację ze stanowiska premiera. Jako swojego następcę widział swojego siostrzeńca, Arthura Balfoura. Wielu członków gabinetu widziało na tym stanowisku właśnie Chamberlaina. 7 lipca 1902 r. Chamberlain uległ jednak poważnemu wypadkowi. Salisbury, bez porozumienia z gabinetem, udał się do króla Edwarda i złożył na jego ręce dymisję. Za radą Salisbury’ego król mianował premierem Balfoura. Ten pozostawił Chamberlaina na jego dotychczasowym stanowisku.
Wkrótce jednak nastąpił rozłam w łonie koalicji. Przyczyną sporu stał się kształt polityki gospodarczej Wielkiej Brytanii. O ile większość konserwatystów opowiadała się za wolnym handlem, to Chamberlain był zwolennikiem protekcjonizmu. Kiedy w gabinecie większość uzyskali zwolennicy wolnego handlu, Chamberlain podał się we wrześniu 1903 r. do dymisji.

## Ostatnie lata
Już poza gabinetem Chamberlain wciąż działał na rzecz wprowadzenia protekcjonistycznej polityki gospodarczej. Spowodowało to narastanie konfliktów w łonie rządzącej koalicji. W ich efekcie w grudniu 1905 r. upadł gabinet Balfoura. Na czele nowego rządu stanął liberał Henry Campbell-Bannerman. Wybory parlamentarne 1906 r. zakończyły się zwycięstwem Partii Liberalnej. Koalicjanci uzyskali łącznie 157 mandatów. Ponieważ poza parlamentem znalazł się Arthur Balfour, Chamberlain przez kilka miesięcy był Liderem Opozycji, dopóki Balfour nie powrócił do parlamentu po wyborach uzupełniających.
W lipcu 1906 r. Chamberlain doznał udaru mózgu, który zakończył się paraliżem prawej części ciała. Paraliż ustąpił po kilku miesiącach, ale stan zdrowia Chamberlaina wciąż się pogarszał. Pozostał pomimo to w Izbie Gmin i dopiero w 1912 r. zrezygnował z przewodzenia Partii Liberalno-Unionistycznej.
Zmarł 2 lipca 1914 r. na atak serca. Został pochowany w Birmingham.